# 錦織車庫

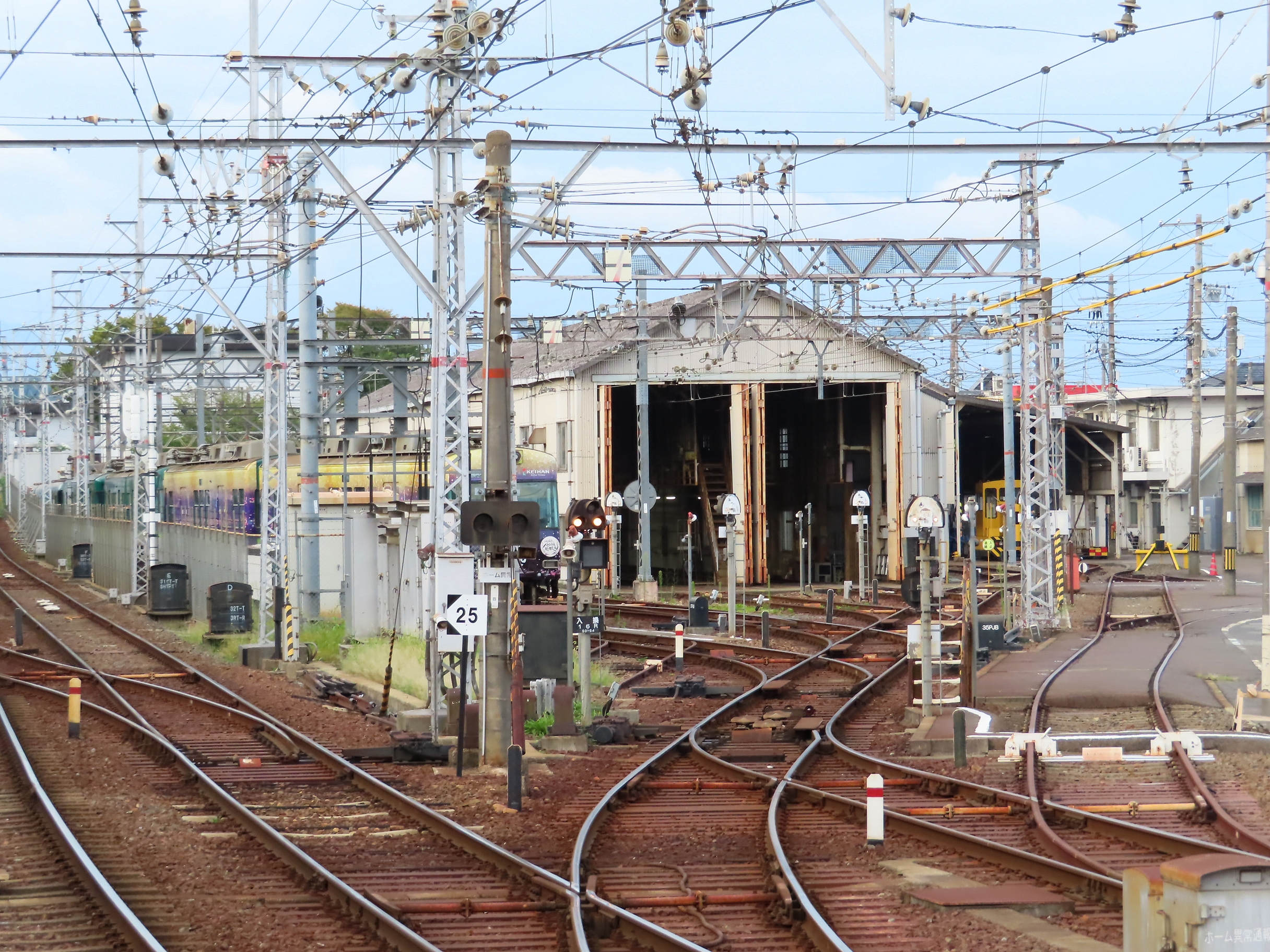
錦織車庫（2021年10月）

錦織車庫（にしごおりしゃこ）は、滋賀県大津市にある京阪電気鉄道の車両基地である。地名は「にしこおり」であるのに対して、車庫名は「にしごおり」と異なっている。

## 概要
石山坂本線の近江神宮前駅に隣接しており、車両工場を含め敷地面積は7376 平方メートル。検査ピット2線と留置線5線を有し、収容能力は46両である。大津線（石山坂本線・京津線）の全ての車両が錦織車庫で検査を行う。
大津線の保線はすべて錦織車庫に集約されている。
車庫には廃車となった80型81号が運転台部分をカットされてモニュメント的なものに改造されて保管されている。年に1回の「大津線感謝祭」では前者が一般公開され、運転台や車内を撮影することができる。また、珍しい例では「コスメル。」として、コスプレイベントで使用されることがあった。
構内の入換には、1994年まで350型351号が使用されていたが、同年にアント工業製の車両牽引車（アント77型）が投入され、置き換えられた。
1980年、浜大津駅の統合によりスイッチバックがなくなったため、石山坂本線内で京津線車両（80型16両・260型12両・500型 (2代)4両）の向きが逆になり、保守点検などで不都合が生じることになった（300型（2代）は方向転換をしなかった）。そのため錦織車庫に転車台を仮設し、5月28日から6月8日にかけて、1両ずつ向きを逆転させる作業が行われた。
車庫の名称は、近江神宮前駅が開業当時は錦織駅であったことに由来する。駅名の方はその後近江神宮前と錦織への再改称を重ねて今日に至っているが、車庫名は一貫して変更されていない。

## 沿革
- 1927年（昭和2年）9月10日 石山 - 坂本間の全通時に石場車庫から移設される
- 1980年（昭和55年）5月28日-6月8日 転車台を仮設
- 1996年（平成8年）4月23日 800系導入に伴う定期検査場増改築工事が竣工
- 1996年（平成8年）5月8日 検車庫増築工事が竣工